# Louis Lingg
Louis Lingg (Mannheim, 9 de setembro de 1864 – Chicago, 10 de novembro de 1887) foi um ativista anarquista alemão que lutou em defesa dos direitos básicos aos trabalhadores nos Estados Unidos, país para o qual imigrou. Foi julgado e considerado culpado de conspiração e junto com Albert Parsons, August Spies e George Engel que foram enforcados por consequência de um ataque a bomba à polícia durante a revolta de Haymarket. Um dia antes da execução, Lingg cometeu suicídio, engolindo uma cápsula explosiva, sendo portanto, o único dos condenados a escapar da forca. Entre os anarquistas de todo o mundo, Lingg é igualmente lembrado como um dos cinco mártires de Haymarket.